# New York City (álbum)
New York City es el noveno álbum de estudio por la banda estadounidense de punk rock The Men. Fue publicado el 3 de febrero de 2023 a través de Fuzz Club.

## Promoción
El 26 de octubre de 2022, la banda anunció su noveno álbum de estudio, New York City, cuyo lanzamiento estaba previsto para el 3 de febrero de 2023 a través de Fuzz Club. «Hard Livin'» se publicó el mismo día como el sencillo principal del álbum. Un segundo sencillo, «God Bless the USA», se lanzó el 30 de noviembre de 2022. El tercer y último sencillo, «Anyway I Find You», se publicó el 11 de enero de 2023.

## Recepción de la crítica
El crítico de Slant Magazine, Fred Barrett, comentó: “New York City ve a The Men atacando su rock sencillo con una pasión cruda que no han mostrado claramente en mucho tiempo”. El crítico de Echoes and Dust, Martyn Coppack, escribió: “Teniendo en cuenta que este es ahora su noveno álbum, The Men ciertamente no muestra signos de envejecer con gracia, y agradecémosles por eso porque siempre necesitamos una banda como esta en nuestras vidas”.
El crítico de Northern Transmissions, Adam Williams, declaró: “The Men, de forma más bien anónima, ha pasado la última década y media doblando y rompiendo el rock 'n' roll a su propia agenda y New York City demuestra que cuando devuelven todo a lo básico, aún mantienen su propio poder insaciable”. El crítico de la revista Paste, Eric R. Danton, describió New York City como “un álbum feroz que mantiene la aguja enterrada en el rojo durante la mayor parte de sus 37 minutos”.

## Lista de canciones
| Lista de canciones de New York City |                      |          |  |
| N.º                                 | Título               | Duración |  |
| 1.                                  | «Hard Livin'»        | 3:27     |  |
| 2.                                  | «Peace of Mind»      | 3:04     |  |
| 3.                                  | «Echo»               | 3:23     |  |
| 4.                                  | «God Bless the USA»  | 2:30     |  |
| 5.                                  | «Eye»                | 3:52     |  |
| 6.                                  | «Eternal Recurrence» | 2:58     |  |
| 7.                                  | «Round the Corner»   | 4:26     |  |
| 8.                                  | «Through the Night»  | 3:22     |  |
| 9.                                  | «Anyway I Find You»  | 3:17     |  |
| 10.                                 | «River Flows»        | 6:24     |  |